# It Can't Happen Here
It Can't Happen Here is een dystopische politieke roman uit 1935 van de Amerikaanse auteur Sinclair Lewis.
Het speelt zich af in een fictieve versie van de Verenigde Staten in de jaren dertig van de twintigste eeuw en volgt een Amerikaanse politicus, Berzelius "Buzz" Windrip, die snel aan de macht komt. Hij wint in 1936 de democratische voorverkiezing van de zittende president Franklin Delano Roosevelt en vervolgens de landelijke verkiezingen.
Hierna ontpopt hij zich als de  eerste regelrechte dictator van het land 
(een toespeling op de machtsovername van Adolf Hitler in Duitsland). Doremus Jessup, een lokale krantenredacteur die Windrips fascistische beleid al van tevoren ziet aankomen, wordt Windrips meest vurige criticus.
De roman werd in 1936 door Lewis en John C. Moffitt tot toneelstuk bewerkt. MGM kocht de filmrechten maar de film werd nooit voltooid. Twee bevriende staatshoofden Hitler en Mussolini mochten niet worden beledigd.